# Aïn Bouchekif
Aïn Bouchekif (em árabe: عين بوشقيف) é uma comuna localizada na província de Tiaret, Argélia. Sua população estimada em 2008 era de 15 022 habitantes.